# Вікторівка (зупинний пункт)
Ві́кторівка — пасажирський залізничний зупинний пункт Одеської дирекції Одеської залізниці на лінії Колосівка — Чорноморська.
Розташований у селі Зброжківка, Березівський район Одеської області між станціями Березівка (6 км) та Раухівка (9 км).
На платформі зупиняються приміські поїзди.